# Planes (Colin Blunstone)
Planes is een studioalbum van Colin Blunstone. Na drie redelijk succesvolle albums uitgegeven door Epic Records met hitsingles viel Planes verkooptechnisch tegen. Geen noteringen en geen hitsingles luidden een stille periode in voor Blunstone. Hij had net een contract getekend bij Rocket Records van Elton John. Het album zou ook via dat platenlabel uitgebracht worden, ware het niet dat Blunstone nog een contract had voor een album bij Epic Records. Die binding met Elton John is terug te vinden in de lijst met musici, een aantal nummers en de klank van het album. Only with you past zelfs binnen het repertoire van Elton John.
De muziekproducent Gus Dudgeon was ook afkomstig van Elton John. Blunstone had al eerder met hem gewerkt tijdens zijn The Zombies-periode. De eerste opnamen voor die band betekenden ook het debuut van de producent.

## Musici
- Colin Blunstone – zang, akoestische gitaar
- Rod Argent – toetsinstrumenten, achtergrondzang

Met
- Mike Moran, Richard Kerr – piano
- Pete Wingfield – elektrische piano, melodica
- Paul Keogh – elektrische en akoestische gitaren
- Hugh Burns, Lyle Harper – gitaar
- B.J. Cole – steel guitar
- Freddie Gandy, Lyle Harper – basgitaar
- Dave Mattacks, Roger Pope, Barry Morgan – slagwerk
- Russ Ballard, Tony Burrows, John Verity, Russell Stone, Chas Mills- achtergrondzang
- Gus Dudgeon, Ray Cooper, Mark Chapman – percussie
- blazers verzorgd door Dudgeon
- Tom Barlage – tenorsaxofoon, dwarsfluit

## Muziek
| Nr. | Titel                                                             | Duur |
| --- | ----------------------------------------------------------------- | ---- |
| 1.  | Beautiful you (Neil Sedaka, Phil Cody)                            | 3:12 |
| 2.  | Planes (Elton John, Bernie Taupin)                                | 3:58 |
| 3.  | Since I’ve been loving you (Blunstone)                            | 4:29 |
| 4.  | Ain’t it funny (Blunstone, Kerr)                                  | 2:49 |
| 5.  | Only with you (Brian Wilson, Mike Love)                           | 3:30 |
| 6.  | I can almost see the light (Tim Moore)                            | 3:54 |
| 7.  | Good guys don’t always win (Blunstone, Kerr)                      | 3:40 |
| 8.  | Loving and free (Kiki Dee)                                        | 3:54 |
| 9.  | Dancing in the dark (Blunstone)                                   | 2:03 |
| 10. | It’s hard to say goodbye (Blunstone)                              | 3;14 |
| 11. | (Care of) Cell 44 (Argent)                                        | 3;17 |
| 12. | Tell me how (Charles Hardin Holley, Jerry Allision, Norman Petty) | 2:10 |

Neil Sedaka was ten tijde van dit album eveneens ondergebracht in de stal van Elton John. Planes is een nummer van Elton John en zijn vaste tekstschrijver Bernie Taupin. Hij had het zelf al opgenomen, maar het werd destijds nooit commercieel uitgegeven. Het verscheen pas op een verzamelalbum in 1992 (Rare Masters). Only with you is een cover van het gelijknamige nummer van The Beach Boys (album Holland). Loving and free is afkomstig van Kiki Dees album Loving and free. Cell44 is afkomstig van het Zombies album Odessey and oracle.